# Kanton Pantin-Ouest
Der Kanton Pantin-Ouest war von 1976 bis 2015 ein französischer Wahlkreis im Arrondissement Bobigny, im Département Seine-Saint-Denis und in der Region Île-de-France. Er bestand aus einem Teil der Gemeinde Pantin mit 22.614 Einwohnern (2012).